# Rymman
Rymman is een van de bronriviertjes van het Zweeds riviertje de Rotnen. Ook Rymman is gelegen in de Zweedse provincie Dalarnas län en onbevaarbaar.
Waar de Rymman zijn bron heeft is onbekend; het stroomt uit een groot moerasgebied. Vlak voordat zij samenstroomt met de Rotnen is er een waterval van ongeveer 10 meter verschil. De Rymman stroomt door ijzerhoudende grond; bij de waterval lijkt het erop of iemand boven een enorme hoeveelheid cola loost; het water is bruin met schuim.
De Rymman heeft ook nog een zijriviertje de Dyrran, wier bron wel bekend is: een meertje ten zuiden van de bergtop Andljusvarden.